# Алёшкина, Любовь Михайловна
Любовь Михайловна Алёшкина (род. 23 августа 1981 года, Мелитополь) — украинская и российская баскетболистка, выступавшая на позиции центровой; действующий тренер СШОР курского «Динамо».

## Биография
В 2003 году была в заявке сборной Украины на чемпионат Европы, на котором украинки заняли 11-е место. В сезоне 2004/2005 выступала за запорожскую «Казачку», откуда перешла в курское «Динамо».
Провела три сезона за курское «Динамо» (2005/2006, 2006/2007, 2007/2008), став самым рослым игроком в команде (рост 203 см), однако успехов с клубом не добилась. Клуб три раза подряд выбывал на стадии четвертьфинала чемпионата России, четвертьфинала Кубка России и 1/16 финала Кубка ФИБА-Европа. В сезоне 2008/2009 играла за словацкий «Ружомберок», в сезоне 2009/2010 — за турецкий «Самсун», в сезоне 2010/2011 — за гомельский «Сож-ГДУ» и за симферопольский «Орлан».
В 2009 году со сборной Украины играла на чемпионате Европы, но не вышла из первого группового этапа, заняв последнее место.
С сезона 2011/2012 выступала за гродненскую «Олимпию», в составе которой также была самым рослым игроком. Выступала в Кубке Европы 2012/2013. В феврале 2012 года была признана самым ценным игроком Балтийской женской баскетбольной лиги, по итогам розыгрыша заняла 3-е место в лиге.
В сезоне 2012/2013 «Олимпия» завоевала титул чемпионок Белоруссии, а Алёшкина стала лучшим игроком чемпионата по среднему количеству подборов за матч (10,6). В том же сезоне выиграла Балтийскую женскую баскетбольную лигу и попала в символическую сборную лиги по итогам сезона.
Алёшкина продолжила выступать за «Олимпию» и после сезона 2012/2013. С ней она дошла до полуфинала чемпионата Беларуси 2013/2014, но проиграла место в финале клубу «Цмоки-Минск» и заняв итоговое 3-е место в чемпионате. Тем не менее, Алёшкина стала лучшим центровым по итогам сезона.
На чемпионате Европы 2013 года Алёшкина, представляя «Олимпию», сыграла всего два матча против Словакии и Турции, набрав по 2 очка в каждом матче и совершив семь подборов (два против Словакии, пять против Турции). Оба матча украинки проиграли.
В сезоне 2015—2016 снова выступала за курское «Динамо». В настоящее время является тренером СШОР «Динамо» Курск: в 2019 году команда девушек 2005 года рождения под руководством Алёшкиной вышла в полуфинал первенства России.

## Достижения

### Командные
- Чемпионка Украины: 2004/2005
- Чемпионка Белоруссии: 2012/2013[7]
- Вице-чемпионка Словакии: 2008/2009[17]
- Вице-чемпионка Белоруссии: 2011/2012[18]
- Обладательница Кубка Белоруссии: 2012/2013[7]
- 4-е место на чемпионате мира 3x3 среди женщин: 2012

### Личные
- Член символической сборной легионеров чемпионата Беларуси: 2010/2011, 2011/2012[18][19]
- Член символической сборной чемпионата Белоруссии: 2010/2011, 2011/2012[19][18]
- Член символической сборной чемпионата Словакии: 2008/2009[17]
- Лучшая по подборам в чемпионате Белоруссии: 2012/2013[7]
- Лучшая по блокам в Кубке Европы ФИБА: 2003/2004[20]
- Лучшая по блокам в чемпионате Словакии: 2008/2009[17]
- Лучшая по блокам в чемпионате Украины: 2010/2011[21]